# Isabelino Gradín
Isabelino Gradín (ur. 8 lipca 1897 w Montevideo, zm. 21 grudnia 1944 tamże) – urugwajski piłkarz grający jako napastnik i biegacz.
Wraz z José Piendibene jest uważany za największą gwiazdę urugwajskiego futbolu lat dwudziestych. Po zakończeniu kariery poświęcił się lekkoatletyce, zostając sześciokrotnym mistrzem Ameryki Południowej w biegach na 200 i 400 metrów.

## Życiorys
Isabelino Gradín urodził się w stołecznym Montevideo, jako potomek emigrantów z Lesotho.

### Kariera piłkarska
Swoją piłkarską karierę rozpoczął w stołecznym CA Peñarol, gdzie zdobył dwa mistrzostwa Urugwaju. Po kłótni z kierownictwem Peñarolu, odszedł w 1922 roku do River Plate Montevideo. Podczas pobytu w klubie, jego kariera piłkarska wyhamowała, a Gradín coraz mocniej poświęcił się lekkoatletyce. Znakiem firmowym piłkarza było niebywałe przyśpieszenie i umiejętność oddawania strzałów w pełnym biegu, czym zaskarbił sobie sympatie i uznanie kibiców.

### Kariera reprezentacyjna
Był dwukrotnym zwycięzcą turnieju Copa América - w tym tego premierowego z 1916 roku - gdzie z trzema bramkami na koncie został królem strzelców turnieju. Na turnieju w 1916, wygranym spotkaniu z Chile (4:0) kierownictwo przegranej ekipy złożyło protest, oskarżając Urugwajczyków o nielegalny występ w ich zespole Afrykanów - Gradína oraz Juana Delgado. Ostatecznie, apelacja została wycofana, a skruszeni działacze Chile przeprosili za swój protest.
Gradirn rozegrał dla reprezentacji Urugwaju 23 spotkania, w których strzelił 9 bramek.

### Śmierć
Swoje ostatnie lata Gradín spędził w biedzie i zapomnieniu. Cztery dni przed śmiercią odwiedziła go w szpitalu delegacja macierzystego Peñarolu, dedykując mu zdobyty tytuł mistrza Urugwaju.

## Statystyki
Reprezentacja
| Reprezentacja | Rok   | Mecze | Gole |
| ------------- | ----- | ----- | ---- |
| Urugwaj       | 1915  | 1     | 0    |
| Urugwaj       | 1916  | 6     | 6    |
| Urugwaj       | 1917  | 3     | 1    |
| Urugwaj       | 1918  | 6     | 1    |
| Urugwaj       | 1919  | 5     | 2    |
| Urugwaj       | 1920  | 1     | 0    |
| Urugwaj       | 1921  | 0     | 0    |
| Urugwaj       | 1922  | 0     | 0    |
| Urugwaj       | 1923  | 0     | 0    |
| Urugwaj       | 1924  | 0     | 0    |
| Urugwaj       | 1925  | 0     | 0    |
| Urugwaj       | 1926  | 0     | 0    |
| Urugwaj       | 1927  | 1     | 0    |
| Razem         | Razem | 23    | 10   |

## Sukcesy
Peñarol
- Primera División: 1918, 1921

Urugwaj
- Copa America: 1916, 1917
- Srebrny medal Copa America: 1919

Indywidualne
- Najlepszy piłkarz Copa America 1916